# Kayara
Kayara es una película animada coproducida entre Perú y España dirigida por Cesar Zelada, codirigida por Dirk Hampel, y escrita por Zelada junto a Brian y Jason Cleveland. Trata sobre una joven que desafía a un patriarcal Imperio inca al querer ser chasqui.
La producción utilizó el software de Blender para animar la película y la banda sonora estuvo interpretada por la Sinfónica de Budapest a cargo del productor español Toni Mir, además de incluir canciones en quechua de Renata Flores.
Kayara tuvo su estreno mundial en Ucrania el 2 de enero de 2025, se estrenó en Perú el 6 de marzo y se estrenara en Estados Unidos el 30 de ese mes.

## Reparto
| Personaje     | Actor de voz          | Actor de voz (inglés) |
| ------------- | --------------------- | --------------------- |
| Kayara        | María Pía Copello     | Naomi Serrano         |
| Kayara (niña) | Catalina Dyer Copello | Jaynalie Rios         |
| Paullu        |                       | Charles Gonzales      |
| Paullu (niño) |                       | Kolbe Garza           |
| Villa Oma     | José Pelaez           | Arthur Romero         |
| Chaman        | Mateo Garrido Lecca   | Aldo Ramirez          |
| Martín        |                       | Charles Gonzales      |